# Барселона (футбольний клуб)
«Барсело́на» (кат. Futbol Club Barcelona) — футбольний клуб з Барселони, Каталонія, Іспанія. Виступає у Ла-Лізі, найвищому дивізіоні системи футбольних ліг Іспанії.
Заснований 29 листопада 1899 року групою швейцарських, каталонських, німецьких та англійських футболістів на чолі з Жоаном Гампером, клуб став символом каталонської культури та каталанізму, звідси і девіз «Més que un club» («Більше, ніж клуб»). На відміну від багатьох інших футбольних клубів, уболівальники «Барселони» володіють і керують клубом. Це третя за ціною спортивна команда у світі, вартістю 5,51 мільярда доларів, і четвертий найбагатший футбольний клуб у світі за доходами з річним оборотом 582,1 мільйона євро. Офіційний гімн «Барселони» — «Cant del Barça». «Барселона» традиційно грає в темних відтінках синього і гранатового кольору, тому її прозвали Blaugrana.
На національному рівні «Барселона» здобула рекордні 77 трофеїв: 27 Ла-Ліги, 31 Кубок Іспанії, 14 Суперкубків Іспанії, 3 Кубки Еви Дуарте та 2 Кубки іспанської ліги, а також є рекордсменом в останніх чотирьох змаганнях. У міжнародному клубному футболі клуб здобув 22 європейські та світові титули: 5 титулів Ліги чемпіонів УЄФА, рекордні 4 Кубки володарів кубків УЄФА, спільний рекорд — 5 Суперкубків УЄФА, рекордні 3 Кубки ярмарків, спільний рекорд — 2 Латинських кубки та 3 Клубні чемпіонати світу. «Барселона» займала перше місце в клубному рейтингу IFFHS за 1997, 2009, 2011, 2012 і 2015 роки, а станом на вересень 2023 року посідає чотирнадцяту позицію в клубній таблиці коефіцієнтів УЄФА. Клуб має давнє суперництво з мадридським «Реалом», матчі між двома командами називають Ель Класіко.
«Барселона» є однією з найбільш підтримуваних команд у світі. Гравці «Барселони» мають рекордну кількість нагород «Золотий м'яч» — дванадцять (зокрема і Йоган Кройф), а також сім нагород «Гравець року ФІФА», серед переможців яких були Ромаріу, Роналду, Рівалдо та Роналдінью. У 2010 році троє гравців, які пройшли навчання у молодіжній академії клубу (Ліонель Мессі, Андрес Іньєста та Хаві Ернандес), були обрані в трійку найкращих гравців світу в рамках нагороди «Золотий м'яч ФІФА», що є безпрецедентним досягненням для гравців однієї футбольної академії. Крім того, гравці, які представляли клуб, здобули рекордні вісім нагород «Золотий бутс».
«Барселона» є одним із трьох клубів-засновників Прімери, які ніколи не вилітали з вищого дивізіону від моменту його заснування у 1929 році, разом з «Атлетіком» та «Реалом». У 2009 році «Барселона» стала першим іспанським клубом, який здобув континентальний требл, що складався з Ла-Ліги, Кубка Іспанії та Ліги чемпіонів УЄФА, а також став першим іспанським футбольним клубом, який виграв шість із шести змагань за один рік, також здобувши Суперкубок Іспанії, Суперкубок УЄФА та Клубний чемпіонат світу. У 2011 році клуб знову здобув п'ять трофеїв. Команда «Барселони», яка здобула чотирнадцять трофеїв лише за чотири роки під керівництвом Жузепа Гвардіоли, дехто вважає найкращою командою всіх часів у футболі. Здобувши свій п'ятий трофей Ліги чемпіонів у 2015 році під керівництвом Луїса Енріке, «Барселона» стала першим європейським футбольним клубом в історії, який двічі досяг континентального требла.

## Історія

### До 1950-х років
Засновником футбольного клубу «Барселона» вважають Ганса («Жоана») Гампера — швейцарського спортсмена і великого шанувальника спортивних видів заходів, який приїхав до Барселони в 1898 році.
Щоб зрозуміти справжню схильність Гампера до спорту, треба лише уявити собі ситуацію, яка з ним трапилася в той час. В один день Жоан їхав на роботу потягом і слідкував з вікна за хлопчиками, які з шаленим азартом штовхали на пустирі предмет десь схожий на м'яч. Швейцарець більше не міг себе спокушувати. Вискочивши на найближчій зупинці із поїзда, він приєднався до гри. Під час гри Гампер настільки сильно пробив по м'ячу, що той лопнув. Жоан вибачився перед дітьми та дав їм обіцянку, купити нову, набагато кращу сферу. Оскільки він завжди тримав слово, тому вже через кілька тижнів були замовлені та доставлені два справжні м'ячі зі Швейцарії . Один з циїх м'ячів Гампер віддав дітям, а іншмий залишив собі. Саме цим м'ячем трохи пізніше зіграє свій дебютний матч ФК «Барселона».
Тоді в місті ще ніхто не грав у футбол, а Гампер хотів створити команду. Він подав оголошення в місцеву газету «Los Deportes», на яке відгукнулося чимало охочих — англійці, каталонці та швейцарці. Добровольці й оголосили про створення футбольного клубу «Барселона». Це сталося восени 1899 року.
Загальної іспанської футбольної першості ще не існувало, тому «Барселона» щорічно виступала у чемпіонатах Каталонії, в яких грали всі найсильніші команди регіону. Команда поїхала до Мадрида на перший розіграш Кубка Іспанії в 1902 р. Там каталонці в 1/2 фіналу перемогли з рахунком 3:1 ФК «Мадрид» (майбутній «Реал Мадрид») і вийшли до фіналу, де поступились «Атлетіку» з Більбао. Після закінчення кар'єри гравця Гампер став президентом клубу. Перший Кубок Іспанії команда виграла у 1910 р., повторивши успіх у 1912 і 1913 рр. Тренером команди на початку 20-х рр. був Джек Грінвелл. У команді виступали гравці збірної Іспанії: Самора на воротах, Самітьєр в середині поля і Алкантара в нападі. «Барселона» перемогла у 12 з 14 чемпіонатів Каталонії й виграла Кубок в період з 1919 до 1932 і її вважали однією з найсильніших команд Іспанії. Каталонці перемогли в першому розіграші чемпіонату Іспанії (1929), але в 1930-х рр. за перше місце боролися переважно «Реал» з «Атлетіком». «Синьо-гранатові» посідали 3-і або 4-і місця. Чемпіонат Каталонії після створення першості почав втрачати колишнє значення. Після закінчення громадянської війни режим узагалі заборонив цей турнір в 1940 р. Післявоєнні чемпіонати «Барса» провела дуже невпевнено: 9-е, 4-е і 12-е місця в сезонах 1939/40-1941/42. Цього ж 1942 клуб вперше за останні 14 років здобув Кубок Іспанії і команда заграла стабільніше і краще. В сезоні 1944/45 «Барселона» з захисниками збірної Іспанії Ґонсалво II та Ґонсалво III й результативним форвардом Сесаром виграла чемпіонат. Тренував «Барсу» Хосеп Самітьєр. Через 3 роки клуб знову виграє Прімеру — у складі з'явився молодий воротар Антоні Рамальєтс. На початку 50-х рр. лідерами є воротар Антоні Рамальєтс, захисник Ґонсалво III, а в лінії атаки — Сесар, Басора і Ладислав Кубала. Угорець почав виступати в Каталонії з сезону 1950/51. «Барселона» — єдиний клуб у Європі, який бере участь у всіх розіграшах європейських кубків, починаючи з 1955 року, тобто від часу заснування турніру Кубка Чемпіонів, як першого всеєвропейського трофея. Клуб має в активі три Кубки ярмарків (1958, 1960, 1966 років), відомого зараз як Ліга Європи (раніше Кубок УЄФА).
Після невдачі із підписанням Ді Стефано, який потім переїхав у стан одвічного суперника «Реала», був звільнений президент клубу Енріка Марті. Наступний президент Франсеск Маріо-Санс направив всі свої зусилля для створення нової арени, так 24 вересня 1957 року був відкритий великий «Камп Ноу», який спочатку вміщував у собі 98.934 глядачі.

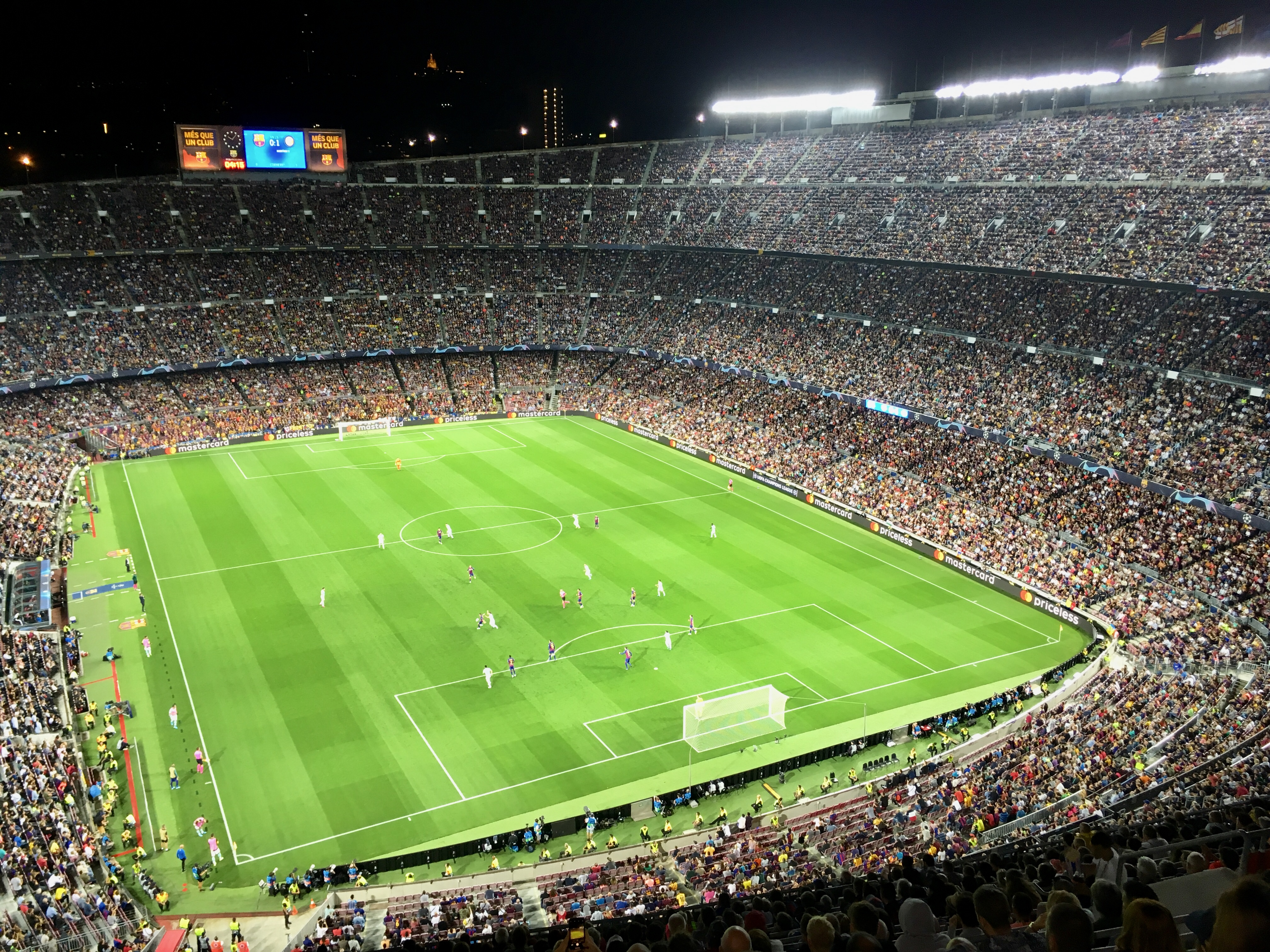
Стадіон «Барси» «Камп Ноу».

На новій арені команда виграла Чемпіонат Іспанії сезонів 1958/59, 1959/60, а також Кубок ярмарків 1957/58, 1959/60. На жаль шістдесяті не були дуже успішні для клубу, за наступні десять років команда виграла тільки Кубок Іспанії 1963 і 1968 років, Кубок ярмарків 1966 року. У цей період і з'явився вислів, який проявляв нескінчену любов вболівальників «більше ніж клуб».

### Ера Йогана Кройфа: 1974—1978 і 1988—1996
У 1971 році «Барселона» знову виграла Кубок Іспанії і через два роки до команди приєднався Йоган Кройф, з яким був виграний Чемпіонат Іспанії 1973/74 та був битий мадридський «Реал» у «Ель-Класико» на «Сантьяго Бернабеу» 5-0. У 1978 році Кройф поїхав грати у США, проте йому судилося повернутися.
1978-1988 рр. стали періодом стабільності в клубі. У 1978 році президентом було обрано Жузепа (Хосепа) Нуньєса, який хотів створити заможну і світового рівня команду. Були виграні два Кубки володарів кубків у 1979 та 1982 рр., а також три Кубки Короля (1981, 1983, 1988 рр.).

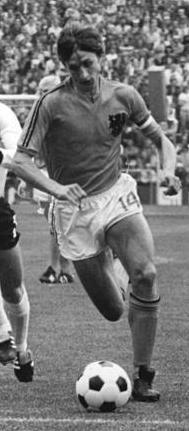
Йоган Кройф

У середині 1982 року в команду прийшов легендарний Дієго Марадона, за рекордну на той час суму — 3 млн фунтів стерлінгів. Влітку 1986 року до команди приєднався Гарі Лінекер та голкіпер Андоні Субісарретта, невдовзі тренером став Луїс Арагонес, який виграв разом із командою Кубок Іспанії 1988 року.
Після перемоги в Кубку до команди повернувся Йоган Кройф як головний тренер, незабаром новостворену команду почали називати «Команда мрії» («Dream Team»). У цей час пришла плеяда видатних гравців: Жузеп Гвардіола, Хосе Марі Бакеро, Чікі Беґірістайн, Георге Хаджі, Роналд Куман, Мікаель Лаудруп, Ромаріу та Христо Стоїчков, що стали грізною силою у європейському футболі.
У сезонах 1991-94 рр. Барса виграла підряд чотири чемпіонства в країні, виграли Кубок Кубків у 1989 році та Кубок Чемпіонів 1992 році. Крім цього були виграні: Кубок Іспанії (1990), Суперкубок УЄФА (1992) і три Суперкубки Іспанії.
Проте невдовзі смуга перемог завершилась поразкою у фіналі Ліги Чемпіонів сезону 1993—1994 в Афінах, де Барса програла «Мілану» 0-4. З тих часів були два невдалі сезони (1994—1995, 1995—1996), яке призвело до того, що Кройф покинув тренерський місток, а за ним до початку 1997 року більшість основного складу «дрім-тім».

### 1996—2000
Після Йогана Кройфа на тренерський місток прийшов Боббі Робсон, який попрацював всього один сезон 1996/97, але зміг завоювати триплет (Кубок Іспанії, Суперкубок Іспанії та Кубок володарів Кубків) і купити майбутню зірку Роналду. Хоча Роналду пограв всього рік у команді й перейшов у 1997 році в «Інтернаціонале», де отримав Золотого м'яча. Робсона на тренерському містку замінив Луї ван Гал, який підсилив команду Луїшем Фігу, Луїсом Енріке і Рівалдо.
У 1999 році Рівалдо отримав Золотий м'яч, але успіхи самої команди були не такими значними: після поразки у Лізі Чемпіонів від «Валенсії» був посланий у відставку Луї ван Гал та Хосеп Нуньєс і перейшов у стан заклятого ворога один із лідерів Луїш Фігу, останньому цей перехід фани каталонців так і не змогли пробачити.

### 2003—2015

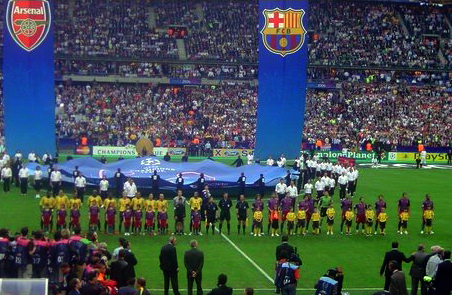
Команди «Барселона» і «Арсенал» перед фіналом Ліги чемпіонів 2006

23 липня 2003 року клуб очолив Жуан Лапорта, а вже 22 січня 2004 року почав функціонувати тренувальний комплекс імені Ганса Гампера. У цьому ж році прийшов молодий тренер Франк Райкард, який створив команду, що мала можливість боротися за всі кубки у Європі. Вже у сезоні 2004/05 — Барса впевнено взяла чемпіонство в країні та Суперкубок Іспанії; лідер команди Роналдінью у цьому ж році отримав Золотого м'яча як найкращий футболіст Європи. А ось у Лізі Чемпіонів програли за сумою двох матчів «Челсі»: вдома 2-1, на виїзді 2-4.
У наступному сезоні команда била у двох матчах своїх принципових суперників «Реала» та «Еспаньйол» вдома та на виїзді. Та найбільший успіх команда мала в Лізі Чемпіонів, де у фіналі перемогла лондонський «Арсенал» 2-1. Після цього тріумфу в команді був спад, про що свідчить відсутність виграних кубків і третє місце в Прімері. У результаті чого Франка Райкарда було звільнено.

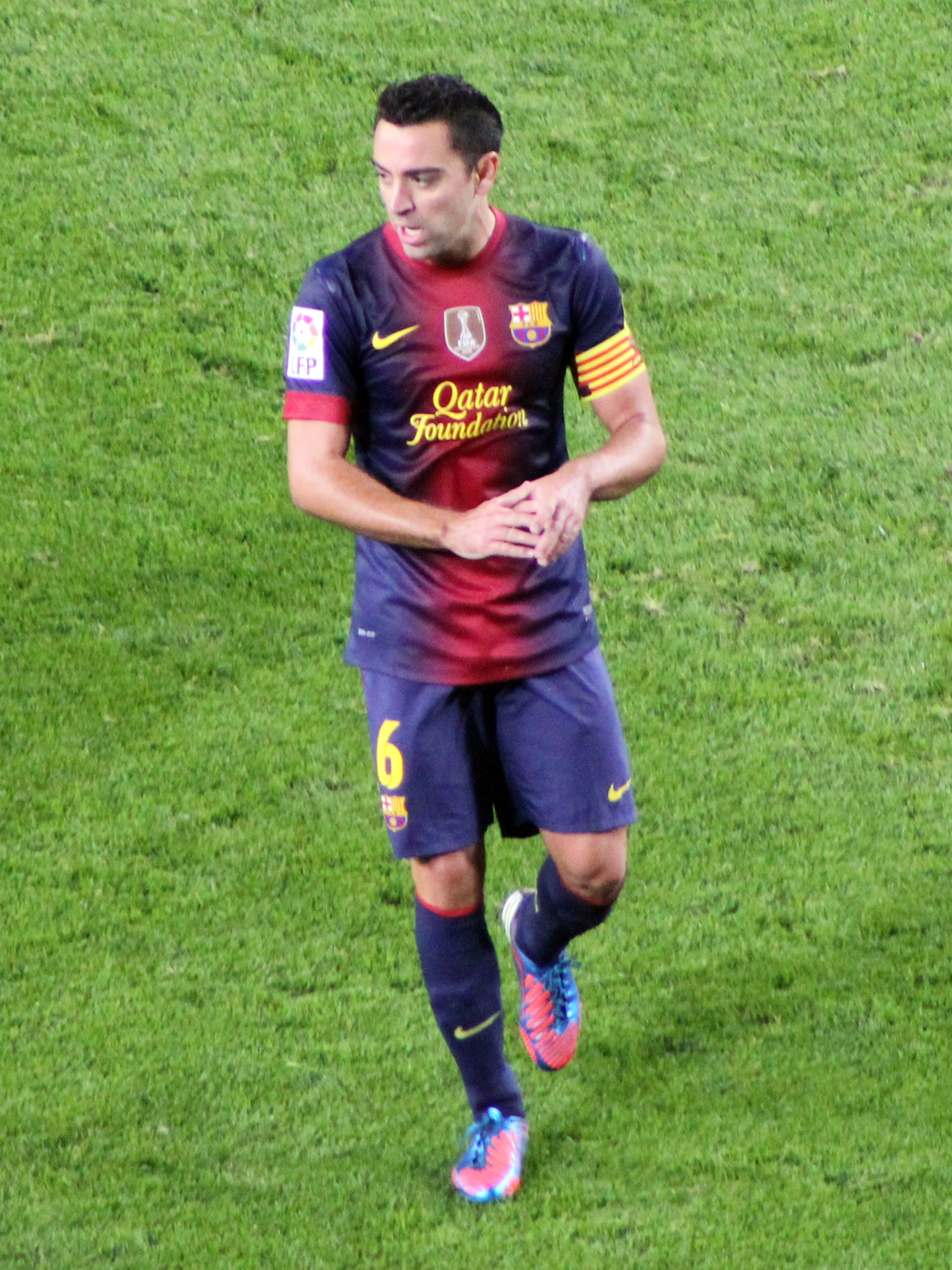
Хаві Ернандес

Місце тренера довірили колишньому гравцю «Барселони» Жузепу Гвардіолі, який одразу зробив «чистку» у команді, продавши в інші команди гравців основного складу, які за два роки помітно здали в грі — Джанлука Дзамбротта, Деку, Роналдінью. І придбав молодих футболістів — Данієля Алвеса, Жерарда Піке, Сейду Кейта, Мартіна Касереса, Олександра Глєба. У сезоні 2008-09 команда завоювала три титули Кубок Короля, Чемпіонат Іспанії й Лігу Чемпіонів, де у фіналі переконливо перемогла «Манчестер Юнайтед» 2-0. Також був переможений на «Сантьяго Бернабеу» «Реал», який програв із рахунком 2-6.

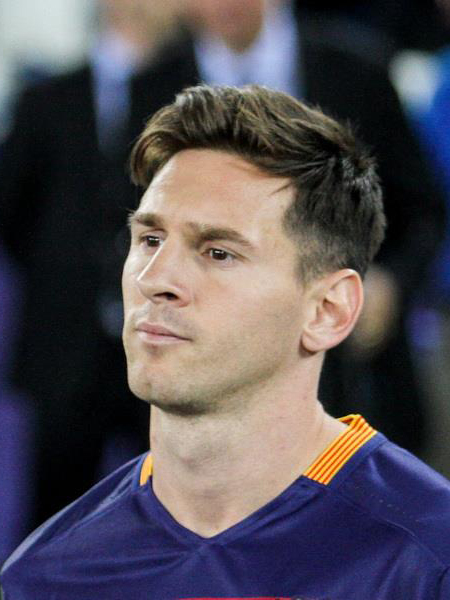
Головний бомбардир і найвідоміший гравець команди Ліонель Мессі

Влітку клуб підсилився Златаном Ібрагімовичем, за якого заплатили 46 мільйонів євро та віддали одного із лідерів атаки Самюеля Ето'о до «Інтернаціонале», також оренда Олександра Глєба вважалась частиною угоди, проте вона зірвалася і тому його віддали в оренду до «Штутгарта». Як заміна Сілвіньйо, що пішов як вільний агент, був придбаний Максвелл із того самого «Інтернаціонале». Молоді Касерес та Кейрісон проведуть річну оренду в «Ювентусі» та «Бенфіці» відповідно.
2011 року в рейтингу найдорожчих спортивних клубів світу, складеного журналом «Forbes», «Барселона» посіла 4-те місце серед футбольних клубів та 26-те місце загалом серед усіх спортивних. Вартість клубу була оцінена журналом у 975 мільйонів доларів.
У 2015 році завдяки діям атакувального тріо — Ліонель Мессі, Неймар, Луїс Суарес, клуб виграв два національних трофеї та Лігу чемпіонів. У цьому ж сезоні з клубу пішов легендарний Хаві Ернандес. У наступному сезоні клуб вибув з Ліги чемпіонів на стадії чвертьфіналу, але переміг у чемпіонаті та кубку.

### 2015—2020

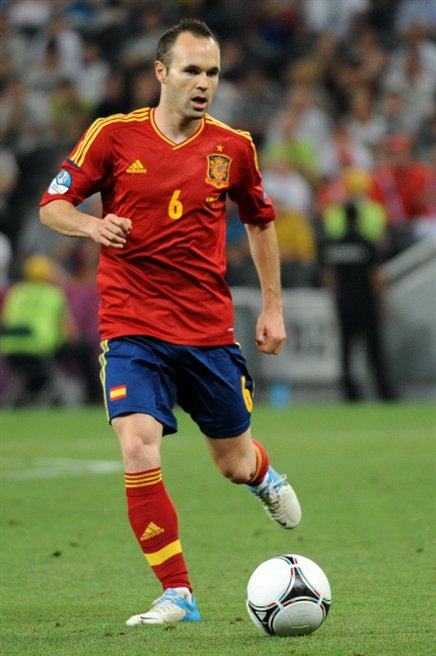
Екс-капітан команди Андрес Іньєста

У своєму другому сезоні, Луїс Енріке завоював Суперкубок УЄФА, Ла Лігу й Кубок Іспанії. У чвертьфіналі Ліги чемпіонів клуб припинив єврокубковий сезон поступившись мадридському «Атлетіко». У літнє трансферне вікно 2016 року каталонці продали Томаса Вермалена, Алекса Сонга, Адріано, Мартіна Монтоя, які не могли закріпитися в основному складі.
Перед стартом чемпіонату 2017—2018 відбувся рекордний трансфер в історії футболу (на 2 серпня 2017) Неймара з «Барселони» в «Парі Сен-Жермен» на суму в €222 млн Часопис Forbes стверджував, що п'ятирічний контракт, строком до 2021, було обговорено та укладено ще в листопаді 2016. Наступного дня 3 серпня Неймар підписав контракт.

### 2021—
У серпні 2021 «Барселону» покинув Ліонель Мессі. Клуб та Мессі не змогли підписати новий контракт через фінансові проблеми. Мессі зізнався, що "ніколи не міг уявити, що коли-небудь покину «Барселону». Гравець перейшов до клубу ПСЖ.
Тренером клубу з серпня 2020 року до 28 жовтня 2021 був Рональд Куман, який провів 67 матчів на чолі команди. Тимчасово тренером команди призначено Серхі Бархуана.
У розіграші Ліги чемпіонів 2021–2022 «Барселона» зайняла 3-є місце у своїй групі та вибула до Ліги Європи, вперше за 20 років не вийшовши з групи ЛЧ.
У травні 2024 року головним тренером клубу став Ганс-Дітер Флік.

## Стадіон
Стадіон футбольного клубу «Барселона» називається «Камп Ноу» (ісп. Camp Nou). Офіційне відкриття стадіону відбулося 24 вересня 1957 року. З моменту свого відкриття в 1957 році стадіон належав каталонському футбольному клубу і спочатку був названий Estadi del FC Barcelona (стадіон ФК «Барселона»), проте, вже тоді його називали Камп Ноу. Офіційно свою нинішню назву він отримав у 2000 році. «Камп Ноу» —- найбільший за місткістю стадіон не тільки в Іспанії, але й у Європі: він вміщує 99 354 глядачі.
«Камп Ноу» перебудовувався кілька разів. Вперше це сталося в 1981 році: стадіон був розширений для проведення на ньому матчів чемпіонату світу з футболу 1982 року, що проходив в Іспанії; місткість «Камп Ноу» була збільшена до 120 000 глядачів. Друга перебудова була здійснена в 1998 році у зв'язку з введенням УЄФА нових правил, розпорядчих те, що всі місця повинні бути забезпечені сидіннями. Для того, щоб стадіон зберіг якомога більше місць, довелося опустити рівень газону. На цей час місткість стадіону складає 99 354 глядачів. Розміри футбольного поля — 105x68 метрів.
«Камп Ноу» — один з небагатьох європейських стадіонів, які УЄФА оцінює в п'ять зірок.
На території стадіону знаходиться офіційний центр службовців ФК «Барселона», офіс керівництва і музей футбольного клубу, який є самим часто відвідуваним музеєм в Каталонії. Крім того, «Камп Ноу» — це головна частина комплексу, в який також входить «Міні-Естадо» (ісп. Mini estadi) — двадцятитисячний стадіон, на якому тренуються команди спортивної школи клубу, «Ла Масія» (ісп. La Masía) — будівля, де живуть наймолодші вихованці клубу, і «Синьо-гранатовий палац» (ісп. Palau Blaugrana) — корпус на 8 000 глядачів, де виступають баскетбольні, гандбольні, хокейні та мініфутбольні команди клубу.

## Символіка

### Емблема
Емблема має форму «котла», розділеного на три квартали. У двох верхніх відтворюється прапор міста Барселони (тобто Хрест святого Георгія і прапор Каталонії). У нижній частині розташований шкіряний м'яч зразка першої половини XX століття на тлі синьо-гранатових смуг — кольорів клубу. У центрі щита на золотистій смузі, яка відділяє верхню і нижню частини герба, виведені ініціали назви клубу FCB (Football Club Barcelona).
Протягом всієї історії клубу було кілька варіантів герба клубу, але практично завжди з однаковим дизайном — в основному йшлося про косметичні нововведення. Так з моменту свого створення клуб використовував герб міста Барселони як власний, демонструючи тим самим тісний зв'язок з рідним містом, і лише в 1910 році керівництво поставило питання про створення власної емблеми. Був проведений конкурс, який виграв Карлос Комамала. За часів правління Франсіско Франко абревіатура FCB була замінена на CFB (Club de Futbol Barcelona), чотири червоні палички були замінені урядовим замовленням на дві з наміром, щоб це не було каталонським прапором.
У 1949 році прапор знову з'явився на емблемі клубу на честь його 50-річчя, а в 1974 році був повернений англійський варіант назви клубу, відповідно, абревіатура стала колишньою.
Сучасного вигляду емблема клубу прийняла у 2002 році, завдяки дизайнеру Серрахіму Клару. Обриси герба прийняли більш плавні форми — внизу замість тризуба залишився один наконечник, те ж саме відбулося і з боків. Також були вилучені точки, що розділяють ініціали клубу, і змінений тип накреслення самої абревіатури.

## Досягнення
- Чемпіон Іспанії (28): 1929, 1945, 1948, 1949, 1952, 1953, 1959, 1960, 1974, 1985, 1991, 1992, 1993, 1994, 1998, 1999, 2005, 2006, 2009, 2010, 2011, 2013, 2015, 2016, 2018, 2019, 2023, 2025
- Володар Кубка Іспанії (32): 1910, 1912, 1913, 1920, 1922, 1925, 1926, 1928, 1942, 1951, 1952, 1953, 1957, 1959, 1963, 1968, 1971, 1978, 1981, 1983, 1988, 1990, 1997, 1998, 2009, 2012, 2015, 2016, 2017, 2018, 2021, 2025
- Володар Суперкубка Іспанії (15): 1983, 1991, 1992, 1994, 1996, 2005, 2006, 2009, 2010, 2011, 2013, 2016, 2018, 2022, 2024
- Володар Кубка ліги (2): 1983, 1986
- Володар Кубка ярмарків (4): 1958, 1960, 1966, Суперфінал 1971
- Володар Кубка Еви Дуарте (4): 1945, 1948, 1952, 1953
- Володар Латинського кубка (2): 1949, 1952
- Переможець Ліги чемпіонів (5): 1992, 2006, 2009, 2011, 2015
- Володар Кубка володарів кубків (4): 1979, 1982, 1989, 1997
- Володар Суперкубка УЄФА (5): 1992, 1997, 2009, 2011, 2015
- Клубний чемпіон світу (3): 2009, 2011, 2015

## Склад команди
Станом на 27 липня 2025
| №  | Поз. | Нац.      | Гравець                         |
| -- | ---- | --------- | ------------------------------- |
| 1  | ВР   | Німеччина | Марк-Андре тер Стеген (капітан) |
| 2  | ЗХ   | Іспанія   | Пау Кубарсі                     |
| 3  | ЗХ   | Іспанія   | Алехандро Бальде                |
| 4  | ЗХ   | Уругвай   | Рональд Араухо (віце-капітан)   |
| 5  | ЗХ   | Іспанія   | Іньїго Мартінес                 |
| 6  | ПЗ   | Іспанія   | Гаві                            |
| 7  | НП   | Іспанія   | Ферран Торрес                   |
| 8  | ПЗ   | Іспанія   | Педрі                           |
| 9  | НП   | Польща    | Роберт Левандовський            |
| 10 | НП   | Іспанія   | Ламін Ямаль                     |
| 11 | НП   | Бразилія  | Рафінья                         |
| 13 | ВР   | Іспанія   | Іньякі Пенья                    |

| №  | Поз. | Нац.       | Гравець                                       |
| -- | ---- | ---------- | --------------------------------------------- |
| 14 | НП   | Англія     | Маркус Рашфорд (в оренді з Манчестер Юнайтед) |
| 15 | ЗХ   | Данія      | Андреас Крістенсен                            |
| 16 | ПЗ   | Іспанія    | Фермін Лопес                                  |
| 17 | ПЗ   | Іспанія    | Марк Касадо                                   |
| 19 | НП   | Швеція     | Руні Барджі                                   |
| 20 | ПЗ   | Іспанія    | Дані Ольмо                                    |
| 21 | ПЗ   | Нідерланди | Френкі де Йонг                                |
| 23 | ЗХ   | Франція    | Жуль Кунде                                    |
| 24 | ЗХ   | Іспанія    | Ерік Гарсія                                   |
| 25 | ВР   | Польща     | Войцех Щенсний                                |
|    | ВР   | Іспанія    | Хоан Гарсія                                   |
|    | ПЗ   | Іспанія    | Оріоль Ромеу                                  |

## Відомі гравці
| - Жоан Гампер - Карлес Комамала - Пауліно Алькантара - Рамон Торралбо Лоррас - Емілі Сагі-Барба - Агусті Санчо - Хосеп Самітьєр - Вісенте Пієра - Ференц Платтко - Анхель Арока - Марті Вентольра - Хосеп Ескола - Франсіско Кальвет - Хосеп Валле - Маріано Мартін - Сезар Родрігес - Хосеп Сегер - Гонсальво III - Естаніслао Басора - Антоні Рамальєтс | - Жоан Сегарра - Густаво Біоска - Ладислав Кубала - Сігфрід Грасія - Рамон Вільяверде - Луїс Суарес - Еулохіо Мартінес - Ферран Олівелія - Еварісто де Маседо - Шандор Кочиш - Сальвадор Садурні - Хесус Марія Переда - Хуліо Сесар Бенітес - Еладіо Сільвестр - Жозеп Марія Фусте - Хоакім Ріфе - Франсіско Гальєго - Карлес Решак - Антоніо Торрес | - Хуан Мануель Асенсі - Йоган Кройф - Мігель Бернардо Б'янкетті - Йоган Нескенс - Ганс Кранкль - Франсіско Хосе Карраско - Хосе Рамон Алесанко - Кіні - Бернд Шустер - Хав'єр Уррутікоечеа - Дієго Марадона - Андоні Субісаррета - Хосе Марі Бакеро - Мікаель Лаудруп - Гільєрмо Амор - Чікі Беґірістайн - Роналд Куман - Жузеп Гвардіола - Христо Стоїчков - Ромаріу | - Серхі Бархуан - Луїс Енріке - Роналду - Рівалдо - Патрік Клюйверт - Роналдінью - Деку - Самюель Ето'о - Карлес Пуйоль - Віктор Вальдес - Хаві Ернандес - Данієл Алвес - Андрес Іньєста - Неймар - Ліонель Мессі |  |

## Дербі

### Ель Класіко
Футбольний матч між мадридським «Реалом» і «Барселоною».

### Барселонське дербі
Ще для «Барселони» принциповим є дербі з «Еспаньйолом». Уболівальники «синьо-гранатових» виступають за незалежність Каталонії, а вболівальники «біло-синіх» за іспанську владу. Клуби зустрічались у єврокубках і національних турнірах. За статистикою в «Барси» більше перемог, ніж поразок та поєдинків з нічийним результатом у сумі.

## Фінанси
У 2021 році «Барселона» за версією «Forbes» вперше стала найдорожчим клубом світу. Однак того ж року керівництво клубу повідомило про рекордну заборгованість понад 1 мільярда євро.